# Jewish Encyclopedia
La Jewish Encyclopedia est une encyclopédie de langue anglaise. Elle est publiée entre 1901 et 1906 par la maison d'édition Funk & Wagnalls (en). Elle a été préparée par plus de 400 chercheurs et spécialistes sous la direction d'un Comité de Rédaction. Son principal maître d'œuvre fut Isidore Singer. 
Cette encyclopédie est un descriptif de l'histoire, de la religion, de la littérature et des coutumes du peuple Juif depuis leurs origines jusqu'au début du XXe siècle. Elle contient plus de quinze mille articles organisés en douze volumes.
Les articles de la Jewish Encyclopedia, d'une grande érudition, sont de grande valeur pour les chercheurs.
Le texte intégral et non modifié peut être trouvé en pdf sur Internet. Cette encyclopédie constitue aujourd'hui une ressource du domaine public, puisqu'elle n'est plus protégée par un copyright.

## Volumes

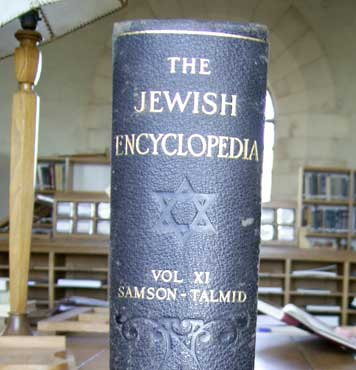
Jewish Encyclopedia, vol. XI

(septembre 2023).
- Volume 1 - 1901 - AACH-APOCALYPTIC LITERATURE
- Volume 2 - 1902 - APOCRYPHA— BENASH
- Volume 3 - 1902 - BENCEMERO— CHAZANUTH
- Volume 4 - 1903 - CHAZARS— DREYFUS CASE
- Volume 5 - 1903 - DREYFUS-BRISAC-GOAT
- Volume 6 - 1904 - GOD-ISTRIA
- Volume 7 - 1904 - ITALY-LEON
- Volume 8 - 1904 - LEON-MORAVIA
- Volume 9 - 1905 - MORAWCZYK-PHILIPPSON
- Volume 10 - 1905 - PHILIPSON-SAMOSCZ
- Volume 11 - 1905 - SAMSON-TALMID HAKAM
- Volume 12 - 1906 - TALMUD-ZWEIFEL

## Auteurs notables
- Wilhelm Bacher
- Isaac Broydé
- Umberto Cassuto
- Joseph Jacobs
- Louis Ginzberg
- Richard James Horatio Gottheil
- Meyer Kayserling
- Kaufmann Kohler
- Henry Malter
- Isidore Singer